# Список шкутов Российского флота

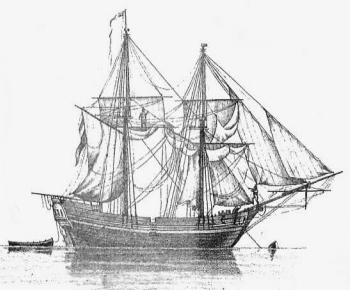
Двухмачтовый марсельный шкут

В список включены все парусные шкуты, состоявшие на вооружении Российского флота.
Шкуты (от нидерл. schoot) представляли собой плоскодонные парусно-гребные суда прибрежного плавания. Использовались для перевозки грузов вдоль побережий, по рекам и озёрам. Строились одно-, двух- и трёхмачтовые шкуты, имевшие латинское парусное вооружение, крупные шкуты зачастую оснащались шхоутными лодками. В составе Российского флота суда данного типа использовались в начале XVIII века, в большом количестве строились для Балтийского флота, единичные экземпляры входили в состав Каспийской флотилии. При этом на Каспийском море шкуты, построенные по голландским образцам, в большом количестве использовались в качестве торговых и рыбацких судов. Также сохранились данные о ряде трофейных судов, захваченных у шведов на озёрах и в Балтийском море.
Первым построенным в России шкутом можно считать трёхмачтовое парусное судно «Фредерик», предназначавшееся для плавания голштинского посольства в Персию, спущенное на воду летом 1636 года и погибшее в районе Дербента во время своего первого плавания. Однако, несмотря на то, что строительство судна велось в Нижнем Новгороде, команда комплектовалась из местных жителей, ходил «Фредерик» под флагом Шлезвига-Гольштейна, поэтому в списке судов флота отсутствует.

## Легенда
Список разбит на разделы по включению судов в состав Балтийского флота или Каспийской флотилии, отдельным разделом представлены трофейные суда, в отношении которых таких сведений не сохранилось. Внутри разделов суда представлены в порядке очерёдности включения их в состав флота. Ссылки на источники информации для каждой строки таблиц списка и комментариев, приведённых к соответствующим строкам, сгруппированы и располагаются в столбце Примечания.
Таблица:
- Вооружение — количество артиллерийских орудий, установленных на судне.
- Экипаж — численность членов экипажа судна, через знак «/» указывается количество моряков и солдат морской пехоты.
- Размер — длина и ширина судна в метрах.
- Осадка — осадка судна (глубина погружения в воду) в метрах.
- Верфь — верфь постройки судна.
- Корабельный мастер — фамилия мастера, построившего судно.
- История службы — основные места и события.
- Подробности захвата — в случаях трофейных судов, основные места и события.

Сортировка может проводиться по любому из выбранных столбцов таблиц, кроме столбцов История службы и Примечания.

## Балтийский флот
В разделе приведены все шкуты, входившие в состав Балтийского флота России.
| Наименование | Размер                                      | Осадка                                      | Верфь                  | Мастер                                         | Вх.  | Вых.                                                                | История службы                      | Прим.       |
| ------------ | ------------------------------------------- | ------------------------------------------- | ---------------------- | ---------------------------------------------- | ---- | ------------------------------------------------------------------- | ----------------------------------- | ----------- |
| 2 шкута      | Сведений о конструкции судов не сохранилось | Сведений о конструкции судов не сохранилось | Шлиссельбургская верфь | Ф. М. Скляев                                   | 1704 | Сведений о датах вывода судов из состава флота судов не сохранилось | Принимали участие в Северной войне. | [ 8 ]       |
| 5 шкутов     | 16,5 × 4,9                                  | 1,7                                         | верфь в Селицком рядке | Сведений о корабельных мастерах не сохранилось | 1704 | Сведений о датах вывода судов из состава флота судов не сохранилось | Принимали участие в Северной войне. | [ 2 ] [ 9 ] |
| 5 шкутов     | 16,5 × 5,8                                  | 1,7                                         | верфь в Селицком рядке | Сведений о корабельных мастерах не сохранилось | 1705 | Сведений о датах вывода судов из состава флота судов не сохранилось | Принимали участие в Северной войне. | [ 2 ] [ 9 ] |
| 70 шкутов    | Сведений о конструкции судов не сохранилось | Сведений о конструкции судов не сохранилось | Новоладожская верфь    | Сведений о корабельных мастерах не сохранилось | 1717 | Сведений о датах вывода судов из состава флота судов не сохранилось | Принимали участие в Северной войне. | [ 8 ]       |
| 30 шкутов    | Сведений о конструкции судов не сохранилось | Сведений о конструкции судов не сохранилось | Новоладожская верфь    | Сведений о корабельных мастерах не сохранилось | 1718 | Сведений о датах вывода судов из состава флота судов не сохранилось | Принимали участие в Северной войне. | [ 8 ]       |

## Каспийская флотилия
В разделе приведены все шкуты, входившие в состав Каспийской флотилии России.

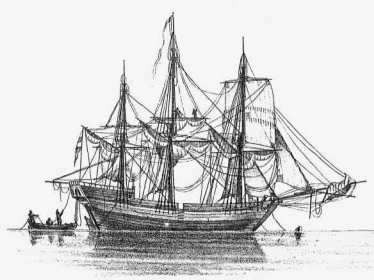
Трёхмачтовый марсельный шкут
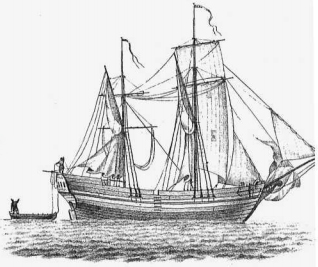
Двухмачтовый крюйсельный шкут
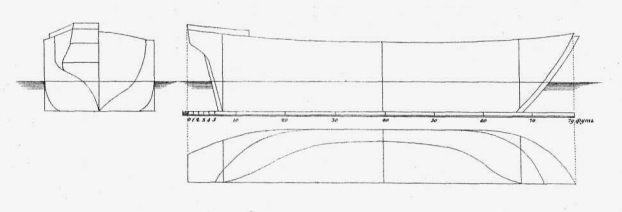
Чертёж к рисункам шкутов

| Наименование           | Размер | Осадка | Верфь | Мастер | Вх. | Вых. | История службы | Прим.               |
| ---------------------- | --- | --- | --- | --- | --- | --- | --- | ------------------- |
| Без названия           | Сведений о конструкции судна не сохранилось                                                                                    | Сведений о конструкции судна не сохранилось                                                                                    | Казанская верфь | Сведений о корабельных мастерах не сохранилось                                                                                 | 1716 | 1722—1724 | 3 шкута были разобраны в Астрахани в 1722, 1723 и 1724 годах, а один разбился в 1724 году.                                      | [ 8 ] [ 10 ] [ 11 ] |
| Александр Невский      | 22,9 × 6 | 2,6 | Казанская верфь | Сведений о корабельных мастерах не сохранилось                                                                                 | 1716 | 1722—1724 | 3 шкута были разобраны в Астрахани в 1722, 1723 и 1724 годах, а один разбился в 1724 году.                                      | [ 8 ] [ 10 ] [ 12 ] |
| Камель                 | 21,1 × 5,9 | 2,4 | Казанская верфь | Сведений о корабельных мастерах не сохранилось                                                                                 | 1716 | 1722—1724 | 3 шкута были разобраны в Астрахани в 1722, 1723 и 1724 годах, а один разбился в 1724 году.                                      | [ 8 ] [ 10 ] [ 12 ] |
| Святой Михаил Архангел | 22,6 × 6,1 | 2,6 | Казанская верфь | Сведений о корабельных мастерах не сохранилось                                                                                 | 1716 | 1722—1724 | 3 шкута были разобраны в Астрахани в 1722, 1723 и 1724 годах, а один разбился в 1724 году.                                      | [ 8 ] [ 10 ] [ 11 ] |
| Святой Владимир        | Сведений о конструкции судна, месте постройки, корабельных мастерах и точном времени нахождения в составе флота не сохранилось | Сведений о конструкции судна, месте постройки, корабельных мастерах и точном времени нахождения в составе флота не сохранилось | Сведений о конструкции судна, месте постройки, корабельных мастерах и точном времени нахождения в составе флота не сохранилось | Сведений о конструкции судна, месте постройки, корабельных мастерах и точном времени нахождения в составе флота не сохранилось | Сведений о конструкции судна, месте постройки, корабельных мастерах и точном времени нахождения в составе флота не сохранилось | Сведений о конструкции судна, месте постройки, корабельных мастерах и точном времени нахождения в составе флота не сохранилось | В кампанию 1805 года принимал участие в блокаде Баку и высадке десанта русских воск против его береговых батарей.               | [ 13 ]              |
| Астрахань              | Сведений о конструкции судна, месте постройки, корабельных мастерах и точном времени нахождения в составе флота не сохранилось | Сведений о конструкции судна, месте постройки, корабельных мастерах и точном времени нахождения в составе флота не сохранилось | Сведений о конструкции судна, месте постройки, корабельных мастерах и точном времени нахождения в составе флота не сохранилось | Сведений о конструкции судна, месте постройки, корабельных мастерах и точном времени нахождения в составе флота не сохранилось | Сведений о конструкции судна, месте постройки, корабельных мастерах и точном времени нахождения в составе флота не сохранилось | Сведений о конструкции судна, месте постройки, корабельных мастерах и точном времени нахождения в составе флота не сохранилось | В кампанию 1827 года совершал плавания у персидских берегов.                                                                    | [ 14 ]              |
| Михаил                 | Сведений о конструкции судна, месте постройки, корабельных мастерах и точном времени нахождения в составе флота не сохранилось | Сведений о конструкции судна, месте постройки, корабельных мастерах и точном времени нахождения в составе флота не сохранилось | Сведений о конструкции судна, месте постройки, корабельных мастерах и точном времени нахождения в составе флота не сохранилось | Сведений о конструкции судна, месте постройки, корабельных мастерах и точном времени нахождения в составе флота не сохранилось | Сведений о конструкции судна, месте постройки, корабельных мастерах и точном времени нахождения в составе флота не сохранилось | Сведений о конструкции судна, месте постройки, корабельных мастерах и точном времени нахождения в составе флота не сохранилось | В кампанию 1827 года использовался для доставки артиллерийских грузов в действующую армию к северо-восточному Куринскому банку. | [ 15 ]              |
| Святой Александр       | Сведений о конструкции судна, месте постройки, корабельных мастерах и точном времени нахождения в составе флота не сохранилось | Сведений о конструкции судна, месте постройки, корабельных мастерах и точном времени нахождения в составе флота не сохранилось | Сведений о конструкции судна, месте постройки, корабельных мастерах и точном времени нахождения в составе флота не сохранилось | Сведений о конструкции судна, месте постройки, корабельных мастерах и точном времени нахождения в составе флота не сохранилось | Сведений о конструкции судна, месте постройки, корабельных мастерах и точном времени нахождения в составе флота не сохранилось | Сведений о конструкции судна, месте постройки, корабельных мастерах и точном времени нахождения в составе флота не сохранилось | В кампанию 1827 года использовался для перевозки казенного провианта к персидским берегам.                                      | [ 16 ]              |

- Трёхмачтовый марсельный шкут[1]
- Двухмачтовый крюйсельный шкут[1]
- Чертёж к рисункам шкутов[1]

## Трофейные шкуты
В разделе приведены все трофейные шкуты, захваченные у шведов, в отношении которых не сохранилось достоверных данных об их службе в составе флотов или флотилий России.
| Наименование     | Вооружение                                                  | Экипаж                                                      | Вх.  | Подробности захвата | Прим.                |
| ---------------- | ----------------------------------------------------------- | ----------------------------------------------------------- | ---- | --- | -------------------- |
| Виват            | 12                                                          | н/д                                                         | 1702 | Захвачен на Чудском озере отрядом под командованием генерал-майора А. А. Гулица. Однако позже затонул от взрыва. | [ 17 ] [ 18 ]        |
| 2 шкута          | Сведений о вооружении и численности экипажа не сохранилось  | Сведений о вооружении и численности экипажа не сохранилось  | 1702 | Захвачены на Ладожском озере 27 августа (7 сентября) 1702 года отрядом сухопутных войск, находившихся на 30-ти лодках, под началом полковника Ивана Тыртова. При этом командир русского отряда, Иван Тыртов, погиб в бою, сражённый картечным выстрелом из пушки.                                  | [ 19 ] [ 20 ]        |
| Каролус          | 12                                                          | 40/24                                                       | 1704 | Захвачен 7 (18) мая 1704 года в районе устья реки Амовжи на Чудском озере отрядом сухопутных войск, находившихся на лодках, под началом генерал-майора Н. Г. фон Вердена. И вместе с остальными захваченными судами переведён в Псков. По другим данным взорвалась во время боя с русским отрядом. | [ 21 ] [ 22 ] [ 23 ] |
| Вахмейстер       | 14                                                          | 40/28                                                       | 1704 | Захвачены 7 (18) мая 1704 года в районе устья реки Амовжи на Чудском озере отрядом сухопутных войск, находившихся на лодках, под началом генерал-майора Н. Г. фон Вердена. Все взятые на судах трофеи и сами шкуты были переведены в Псков.                                                        | [ 21 ] [ 22 ] [ 24 ] |
| Ульрика          | 10                                                          | 33/23                                                       | 1704 | Захвачены 7 (18) мая 1704 года в районе устья реки Амовжи на Чудском озере отрядом сухопутных войск, находившихся на лодках, под началом генерал-майора Н. Г. фон Вердена. Все взятые на судах трофеи и сами шкуты были переведены в Псков.                                                        | [ 21 ] [ 22 ] [ 25 ] |
| Дорпат           | 10                                                          | 33/24                                                       | 1704 | Захвачены 7 (18) мая 1704 года в районе устья реки Амовжи на Чудском озере отрядом сухопутных войск, находившихся на лодках, под началом генерал-майора Н. Г. фон Вердена. Все взятые на судах трофеи и сами шкуты были переведены в Псков.                                                        | [ 21 ] [ 22 ] [ 26 ] |
| Виктория Ватблат | 6/10                                                        | 26/18                                                       | 1704 | Захвачены 7 (18) мая 1704 года в районе устья реки Амовжи на Чудском озере отрядом сухопутных войск, находившихся на лодках, под началом генерал-майора Н. Г. фон Вердена. Все взятые на судах трофеи и сами шкуты были переведены в Псков.                                                        | [ 21 ] [ 22 ] [ 27 ] |
| Виват            | 6/10                                                        | 29/18                                                       | 1704 | Захвачены 7 (18) мая 1704 года в районе устья реки Амовжи на Чудском озере отрядом сухопутных войск, находившихся на лодках, под началом генерал-майора Н. Г. фон Вердена. Все взятые на судах трофеи и сами шкуты были переведены в Псков.                                                        | [ 21 ] [ 22 ] [ 28 ] |
| Элефант          | 6/8                                                         | 32/22                                                       | 1704 | Захвачены 7 (18) мая 1704 года в районе устья реки Амовжи на Чудском озере отрядом сухопутных войск, находившихся на лодках, под началом генерал-майора Н. Г. фон Вердена. Все взятые на судах трофеи и сами шкуты были переведены в Псков.                                                        | [ 21 ] [ 22 ] [ 29 ] |
| Нарва            | 6/8                                                         | 32/24                                                       | 1704 | Захвачены 7 (18) мая 1704 года в районе устья реки Амовжи на Чудском озере отрядом сухопутных войск, находившихся на лодках, под началом генерал-майора Н. Г. фон Вердена. Все взятые на судах трофеи и сами шкуты были переведены в Псков.                                                        | [ 21 ] [ 22 ] [ 30 ] |
| Горн             | 4                                                           | 17/16                                                       | 1704 | Захвачены 7 (18) мая 1704 года в районе устья реки Амовжи на Чудском озере отрядом сухопутных войск, находившихся на лодках, под началом генерал-майора Н. Г. фон Вердена. Все взятые на судах трофеи и сами шкуты были переведены в Псков.                                                        | [ 21 ] [ 22 ] [ 24 ] |
| Нумерс           | 4                                                           | 17/13                                                       | 1704 | Захвачены 7 (18) мая 1704 года в районе устья реки Амовжи на Чудском озере отрядом сухопутных войск, находившихся на лодках, под началом генерал-майора Н. Г. фон Вердена. Все взятые на судах трофеи и сами шкуты были переведены в Псков.                                                        | [ 21 ] [ 22 ] [ 27 ] |
| Шлипенбах        | 4                                                           | 18/16                                                       | 1704 | Захвачены 7 (18) мая 1704 года в районе устья реки Амовжи на Чудском озере отрядом сухопутных войск, находившихся на лодках, под началом генерал-майора Н. Г. фон Вердена. Все взятые на судах трофеи и сами шкуты были переведены в Псков.                                                        | [ 21 ] [ 22 ] [ 29 ] |
| Штрофельд        | 2/4                                                         | 17/14                                                       | 1704 | Захвачены 7 (18) мая 1704 года в районе устья реки Амовжи на Чудском озере отрядом сухопутных войск, находившихся на лодках, под началом генерал-майора Н. Г. фон Вердена. Все взятые на судах трофеи и сами шкуты были переведены в Псков.                                                        | [ 21 ] [ 22 ] [ 31 ] |
| Шутте            | 2/8                                                         | 17/15                                                       | 1704 | Захвачены 7 (18) мая 1704 года в районе устья реки Амовжи на Чудском озере отрядом сухопутных войск, находившихся на лодках, под началом генерал-майора Н. Г. фон Вердена. Все взятые на судах трофеи и сами шкуты были переведены в Псков.                                                        | [ 21 ] [ 22 ] [ 32 ] |
| Без названия     | Сведений о вооружении и численности экипажей не сохранилось | Сведений о вооружении и численности экипажей не сохранилось | 1704 | Сели на мель в Нарвском заливе и 31 мая (11 июня) 1704 года были захвачены отрядом сухопутных войск под личным командованием Петра I. | [ 33 ]               |
| Без названия     | Сведений о вооружении и численности экипажей не сохранилось | Сведений о вооружении и численности экипажей не сохранилось | 1704 | Сели на мель в Нарвском заливе и 31 мая (11 июня) 1704 года были захвачены отрядом сухопутных войск под личным командованием Петра I. | [ 33 ]               |
| 2 торговых шкута | Сведений о вооружении и численности экипажей не сохранилось | Сведений о вооружении и численности экипажей не сохранилось | 1714 | Захвачены 3 (14) августа 1714 года отрядом под личным командованием Петра I. | [ 34 ]               |

### Комментарии
1. ↑  Также используются термины шхуты, шхоуты или шкоуты.
2. ↑  До трёх единиц на одно судно
3. ↑  Также назывались марсельными и крюйсельными шхоутами. При этом крюйсельные строились двухмачтовыми, а марсельные — двух- или трёхмачтовыми.
4. ↑  Длина судна составляла около 35 метров, ширина — 12 метров и осадка — 2 метра, для движения в тихую погоду планировалось использовать 12 пар больших галерных весел. Экипаж состоял из 15 офицеров и 27 матросов, во время единственного плавания судна на борту также находились 78 пассажиров.
5. 1 2  В ряде документов также упоминается как бригантина или яхта.
6. ↑  Или «Вахтмейстер». Также упоминается в качестве кеча.
7. 1 2  В ряде документов также упоминается как бригантина.
8. ↑  Или «Виктория». Также упоминается в качестве яхты.
9. ↑  В ряде документов также упоминается как яхта.
10. ↑  В ряде документов также упоминается как кеч.
11. ↑  В ряде документов также упоминается как галера.
12. ↑  Или «Хорн». Также упоминается в качестве дубель-шлюпки.
13. 1 2  В ряде документов также упоминается как дубель-шлюпка.
14. ↑  Или «Штрёмфельт». Также упоминается в качестве дубель-шлюпки.
15. ↑  Или «Шютте». Также упоминается в качестве дюбель-шлюпки.